# Szczęście Frania

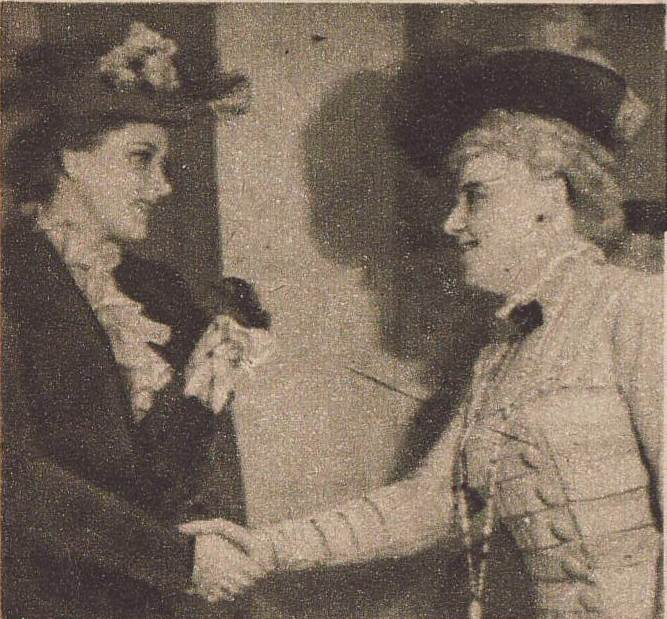
Wanda Jarszewska i Stanisława Angel-Engelówna w sztuce "Szczęście Frania", Teatr Comoedia w Warszawie, 1948

Szczęście Frania – spektakl Teatru Telewizji z 2001 roku w reżyserii Agnieszki Glińskiej, zrealizowany na podstawie sztuki Włodzimierza Perzyńskiego.

## Obsada
- Maciej Stuhr – Franio
- Joanna Szczepkowska – Lipowska
- Krzysztof Stroiński – Lipowski
- Aleksandra Popławska – Helena
- Bartosz Opania – Otocki
- Maria Maj – Mroczyńska
- Agnieszka Wosińska – Langmanowa